# 봉의 10
봉의 10은 소 아르카나 타로 카드이다.

라이더-웨이트 타로 덱에서 봉의 10

타로 카드는 유럽 전역에서 타로 카드 게임을 하는 데 사용된다.
게임이 거의 알려지지 않은 영어권 국가에서는 타로 카드가 주로 점술 목적으로 사용되었다.

## 점술 사용법
대부분의 경우, 봉의 10 카드는 과부하와 부담의 의미를 지니고 있으며, 과부하 상태는 그 대상이 너무 많은 책임을 져야 한다. 속임수는 실제로 봉의 시종처럼, 균형 잡힌 결론에 도달하기 위해, 주제가 실제로 부담을 수행하여 봉의 9를 넘어 진행할 수 있을 것인가? 균형은 모든 것이고 영원하다 - 공황을 무시하고 수용을 선택하는 상태나 장소이다. "균형은 위험을 무릅 쓰고 공황 상태에 있다."

## 주요 의미
봉의 10의 주요 의미:
- 부담
- 도전
- 강한 압력
- 압박
- 낭비